# Pfarrhaus (Kronburg)

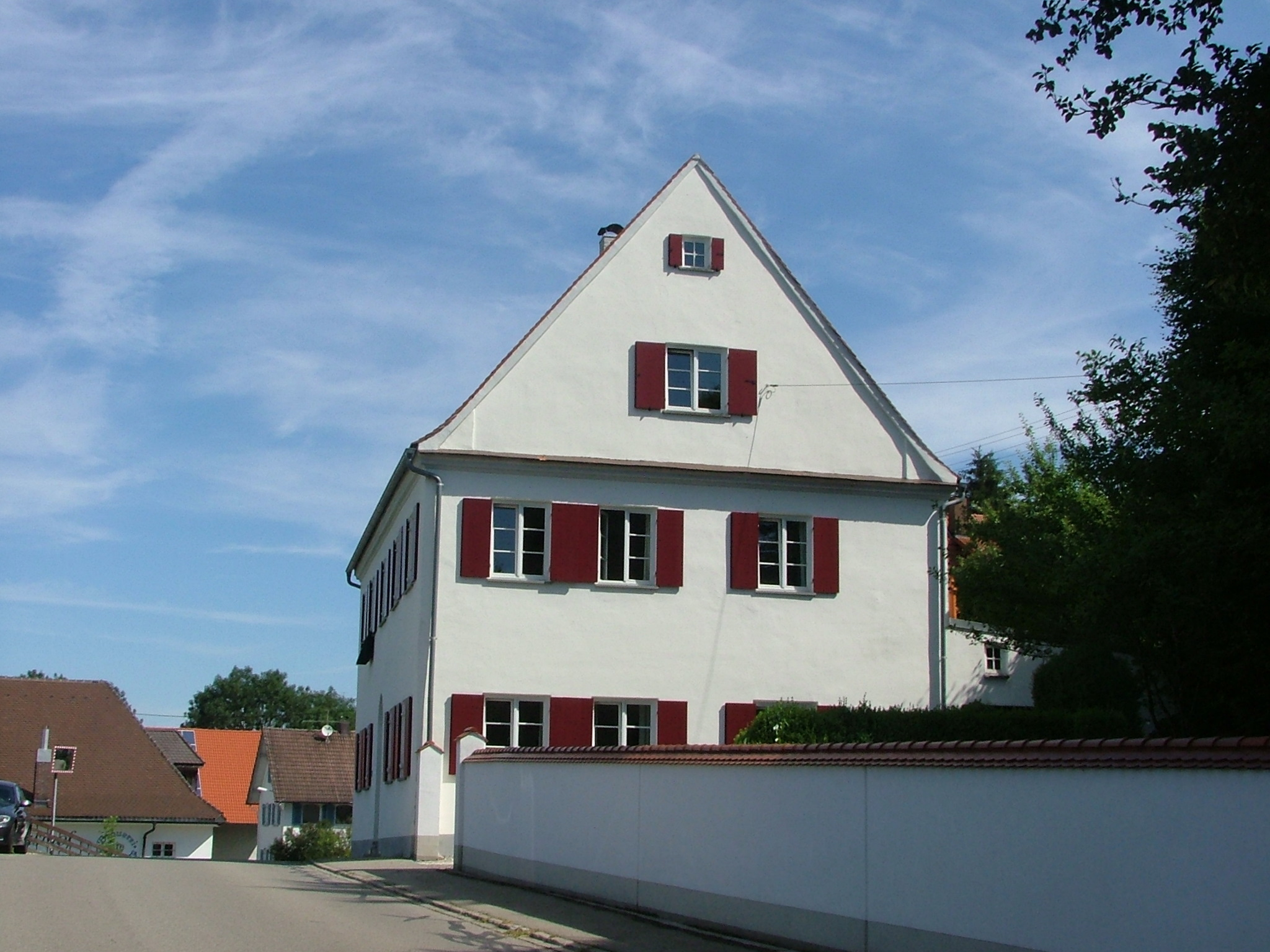
Pfarrhaus Kronburg

Das Pfarrhaus in Kronburg im Landkreis Unterallgäu im bayerischen Regierungsbezirk Schwaben ist ein denkmalgeschütztes Gebäude. Es wurde im 18. Jahrhundert errichtet und ist mit einem Satteldach gedeckt. In das Gebäude führt eine rundbogige Eingangstüre mit Oberlichtgitter des mittleren 18. Jahrhunderts. Die beiden Nischen am Obergeschoss wurden für Hausfiguren geschaffen. Das Treppengeländer besteht aus geschwungenen, ausgesägten Brettern. Eine Decke im ersten Obergeschoss enthält Rahmenstuck. Der Dachstuhl des Gebäudes ist mit „MHMCIE 1744 MNEIC“ bezeichnet. MNEIC ist ein Monogramm und steht für Meister Nicolaus Egensberger in Cronburg.